# Ommel
Ommel – miasto w Danii, w regionie Dania Południowa, w gminie Ærø, na wyspie Ærø.